# Sebastián Pol
Marcos Sebastián Pol Gutiérrez (n. 15 martie 1988, Buenos Aires, Argentina), cunoscut ca Sebastián Pol este un fotbalist argentinian care evoluează în prezent la Cobreloa. De-a lungul carierei a evoluat la San Lorenzo, CF Pachuca dar și la Dacia Mioveni.